# Naser Aliji
Naser Ismail Aliji (Kumanovo, 27 dicembre 1993) è un calciatore svizzero naturalizzato albanese, difensore della Dinamo Tirana e della nazionale albanese.

## Biografia
Nato a Kumanovo in Macedonia da padre albanese e madre turca, si è trasferito in Svizzera, dove è cresciuto, con la famiglia sin da piccolo.

## Carriera

### Club

#### Gli inizi
Cresce calcisticamente nel Baden, entrando nelle giovanili all'età di 5 anni, nel 2007 passa al settore giovanile dell'Aarau restandovi una sola stagione. Nel 2008 passa invece al Basilea dove a partire dalla stagione 2011-2012 lo inserisce nella squadra B vincendo grazie alle ottime prestazioni fornite due volte in tre stagioni il premio di miglio giovane dell'anno. A metà stagione 2013-2014 entra definitivamente in prima squadra esordendo ufficialmente il 16 marzo 2014 nella vittoria interna contro l'Aarau sua ex squadra. Alla prima giornata del campionato seguente segna la sua prima rete da professionista, segnando la seconda rete nella vittoria esterna avvenuta per 2-1 contro anche stavolta l'Aarau.
Il 15 gennaio 2015 passa in prestito al Vaduz, chiudendo la stagione con 17 presenze e zero reti, vincendo la Coppa del Liechtenstein. Il prestito viene rinnovato per un'ulteriore stagione, alla sua seconda stagione in maglia biancorossa trova anche la sua prima rete, segnando nella fattispecie nel match di ritorno valido per la qualificazione all'Europa League contro i lettoni del Kalju Nõmme. Il 10 settembre è richiamato dal Basilea, con la quale al termine della stagione si laurea campione di svizzera per la seconda volta.

#### Kaiserslautern
Il 1º luglio 2016 viene acquistato a titolo definitivo dalla squadra tedesca del Kaiserslautern per 175.000 euro, con cui firma un contratto triennale con scadenza il 30 giugno 2019. Con il club tedesco raggiunge una tranquilla salvezza scendendo in campo in 20 occasioni.

#### Virtus Entella
Dopo un periodo da svincolato il 25 gennaio 2018 viene acquistato dalla squadra italiana del Virtus Entella. Esordisce con la sua nuova squadra il 5 febbraio nel derby ligure contro lo Spezia terminato con la sconfitta di 1-0. Al termine della stagione dopo 15 presenze seppur riuscendo a raggiungere i play-out non riesce a salvare la squadra che così retrocede in Serie C restando svincolato.

#### Dinamo Bucarest
Il 2 novembre 2018 da svincolato viene acquistato dalla squadra rumena della Dinamo Bucarest, chiudendo la stagione con 16 presenze e il decimo posto finale della squadra.

#### Honvéd
Il 28 agosto 2019 viene acquistato dall'Honvéd squadra magiara militante in massima serie. Esordisce in campionato nella partita casalinga contro il Fehérvár del 14 settembre, segna il suo primo gol il 23 novembre firmando il definitivo 2-1 e completando così la rimonta ai danni del Paks, tornando al gol dopo cinque anni dall'ultima volta. Al termine della stagione 2021-22 dopo 33 presenze e un gol, alla naturale scadenza contrattuale rimane svincolato.

### Nazionale
Gioca la sua prima partita con la Svizzera Under-21 a Čerkasy il 4 settembre 2014 in occasione della gara contro l'Ucraina Under-21 valida per la qualificazione al Campionato europeo Under-21 2015 (partita persa per 2-0).
Il 19 dicembre 2014 decide definitivamente di scegliere di giocare per la nazionale albanese.
Il 23 marzo 2015 riceve la sua prima convocazione in nazionale per la partita valida per le qualificazioni ad Euro 2016 contro l'Armenia del 29 marzo 2015. Il 13 giugno 2015 successivo fa il suo debutto con la nazionale albanese nella partita amichevole contro la Francia, nella quale ha esordito partendo titolare e disputando tutto il match.
Viene convocato per gli Europei 2016 in Francia.

## Statistiche

### Presenze e reti nei club
Statistiche aggiornate al 16 marzo 2025.
| Stagione            | Squadra             | Campionato          | Campionato | Campionato | Coppe nazionali | Coppe nazionali | Coppe nazionali | Coppe continentali | Coppe continentali | Coppe continentali | Altre coppe | Altre coppe | Altre coppe | Totale | Totale |
| Stagione            | Squadra             | Comp                | Pres       | Reti       | Comp            | Pres            | Reti            | Comp               | Pres               | Reti               | Comp        | Pres        | Reti        | Pres   | Reti   |
| ------------------- | ------------------- | ------------------- | ---------- | ---------- | --------------- | --------------- | --------------- | ------------------ | ------------------ | ------------------ | ----------- | ----------- | ----------- | ------ | ------ |
| 2011-2012           | Basilea U-21        | 1L                  | 22         | 1          | -               | -               | -               | -                  | -                  | -                  | -           | -           | -           | 22     | 1      |
| 2012-2013           | Basilea U-21        | 1LP                 | 20         | 1          | -               | -               | -               | -                  | -                  | -                  | -           | -           | -           | 20     | 1      |
| 2013-gen. 2014      | Basilea U-21        | 1LP                 | 11         | 1          | -               | -               | -               | -                  | -                  | -                  | -           | -           | -           | 11     | 1      |
| Totale Basilea U-21 | Totale Basilea U-21 | Totale Basilea U-21 | 53         | 3          |                 | -               | -               |                    | -                  | -                  |             | -           | -           | 53     | 3      |
| gen.-giu. 2014      | Basilea             | SL                  | 9          | 0          | CS              | 4               | 0               | UCL+UEL            | 0+3                | 0                  | -           | -           | -           | 16     | 0      |
| 2014-gen. 2015      | Basilea             | SL                  | 5          | 1          | CS              | 3               | 0               | UCL                | 1                  | 0                  | -           | -           | -           | 9      | 1      |
| gen.-giu. 2015      | Vaduz               | SL                  | 17         | 0          | CS+CL           | 0+2             | 0               | -                  | -                  | -                  | -           | -           | -           | 19     | 0      |
| lug.-set. 2015      | Vaduz               | SL                  | 7          | 0          | CS+CL           | 0+0             | 0               | UEL                | 5                  | 1                  | -           | -           | -           | 12     | 1      |
| Totale Vaduz        | Totale Vaduz        | Totale Vaduz        | 24         | 0          |                 | 2               | 0               |                    | 5                  | 1                  |             | -           | -           | 31     | 1      |
| set. 2015-2016      | Basilea             | SL                  | 15         | 0          | CS              | 2               | 0               | UCL+UEL            | -                  | -                  | -           | -           | -           | 17     | 0      |
| Totale Basilea      | Totale Basilea      | Totale Basilea      | 29         | 1          |                 | 9               | 0               |                    | 4                  | 0                  |             | -           | -           | 42     | 1      |
| 2016-2017           | Kaiserslautern      | ZL                  | 20         | 0          | CG              | 1               | 0               | -                  | -                  | -                  | -           | -           | -           | 21     | 0      |
| gen.-giu. 2018      | Virtus Entella      | B                   | 15+2       | 0          | CI              | -               | -               | -                  | -                  | -                  | -           | -           | -           | 17     | 0      |
| nov. 2018-2019      | Dinamo Bucarest     | L1                  | 16         | 0          | CR              | 0               | 0               | -                  | -                  | -                  | -           | -           | -           | 16     | 0      |
| 2019-2020           | Honvéd              | NB1                 | 21         | 1          | MK              | 4               | 0               | UEL                | 0                  | 0                  | -           | -           | -           | 25     | 1      |
| 2020-2021           | Honvéd              | NB1                 | 12         | 0          | MK              | 3               | 1               | UEL                | 2                  | 0                  | -           | -           | -           | 17     | 1      |
| Totale Honvéd       | Totale Honvéd       | Totale Honvéd       | 33         | 1          |                 | 7               | 1               |                    | 2                  | 0                  |             | -           | -           | 42     | 2      |
| 2022-2023           | Voluntari           | L1                  | 37         | 1          | CR              | 2               | 0               | -                  | -                  | -                  | -           | -           | -           | 39     | 1      |
| 2023-2024           | Voluntari           | L1                  | 24         | 0          | CR              | 1               | 0               | -                  | -                  | -                  | -           | -           | -           | 25     | 0      |
| Totale Voluntari    | Totale Voluntari    | Totale Voluntari    | 61         | 1          |                 | 3               | 0               |                    | -                  | -                  |             | -           | -           | 64     | 1      |
| set. 2024-2025      | Dinamo Tirana       | KS                  | 26         | 0          | CA              | 3               | 0               | -                  | -                  | -                  | -           | -           | -           | 29     | 0      |
| Totale carriera     | Totale carriera     | Totale carriera     | 277+2      | 6+0        |                 | 25              | 1               |                    | 11                 | 1                  |             | -           | -           | 315    | 8      |

### Cronologia presenze e reti in nazionale
| Cronologia completa delle presenze e delle reti in nazionale ― Albania | Cronologia completa delle presenze e delle reti in nazionale ― Albania | Cronologia completa delle presenze e delle reti in nazionale ― Albania | Cronologia completa delle presenze e delle reti in nazionale ― Albania | Cronologia completa delle presenze e delle reti in nazionale ― Albania | Cronologia completa delle presenze e delle reti in nazionale ― Albania | Cronologia completa delle presenze e delle reti in nazionale ― Albania | Cronologia completa delle presenze e delle reti in nazionale ― Albania |
| Data                                                                   | Città                                                                  | In casa                                                                | Risultato                                                              | Ospiti                                                                 | Competizione                                                           | Reti                                                                   | Note                                                                   |
| ---------------------------------------------------------------------- | ---------------------------------------------------------------------- | ---------------------------------------------------------------------- | ---------------------------------------------------------------------- | ---------------------------------------------------------------------- | ---------------------------------------------------------------------- | ---------------------------------------------------------------------- | ---------------------------------------------------------------------- |
| 13-6-2015                                                              | Elbasan                                                                | Albania                                                                | 1 – 0                                                                  | Francia                                                                | Amichevole                                                             | -                                                                      |                                                                        |
| 11-10-2015                                                             | Erevan                                                                 | Armenia                                                                | 0 – 3                                                                  | Albania                                                                | Qual. Euro 2016                                                        | -                                                                      | 52’                                                                    |
| 13-11-2015                                                             | Pristina                                                               | Kosovo                                                                 | 2 – 2                                                                  | Albania                                                                | Amichevole                                                             | -                                                                      |                                                                        |
| 29-3-2016                                                              | Lussemburgo                                                            | Lussemburgo                                                            | 0 – 2                                                                  | Albania                                                                | Amichevole                                                             | -                                                                      | 31’ 59’                                                                |
| 29-5-2016                                                              | Hartberg                                                               | Albania                                                                | 3 – 1                                                                  | Qatar                                                                  | Amichevole                                                             | -                                                                      | 22’ 66’                                                                |
| 6-10-2016                                                              | Vaduz                                                                  | Liechtenstein                                                          | 0 – 2                                                                  | Albania                                                                | Qual. Mondiali 2018                                                    | -                                                                      |                                                                        |
| 9-10-2016                                                              | Scutari                                                                | Albania                                                                | 0 – 2                                                                  | Spagna                                                                 | Qual. Mondiali 2018                                                    | -                                                                      | 46’                                                                    |
| 28-3-2017                                                              | Elbasan                                                                | Albania                                                                | 1 – 2                                                                  | Bosnia ed Erzegovina                                                   | Amichevole                                                             | -                                                                      |                                                                        |
| 4-6-2017                                                               | Lussemburgo                                                            | Lussemburgo                                                            | 2 – 1                                                                  | Albania                                                                | Amichevole                                                             | -                                                                      | 62’                                                                    |
| 11-6-2017                                                              | Haifa                                                                  | Israele                                                                | 0 – 3                                                                  | Albania                                                                | Qual. Mondiali 2018                                                    | -                                                                      |                                                                        |
| 13-11-2017                                                             | Adalia                                                                 | Turchia                                                                | 2 – 3                                                                  | Albania                                                                | Amichevole                                                             | -                                                                      | 67’                                                                    |
| 26-3-2018                                                              | Elbasan                                                                | Albania                                                                | 0 – 1                                                                  | Norvegia                                                               | Amichevole                                                             | -                                                                      |                                                                        |
| 25-3-2019                                                              | Andorra la Vella                                                       | Andorra                                                                | 0 – 3                                                                  | Albania                                                                | Qual. Euro 2020                                                        | -                                                                      |                                                                        |
| 7-6-2024                                                               | Szombathely                                                            | Albania                                                                | 3 – 1                                                                  | Azerbaigian                                                            | Amichevole                                                             | -                                                                      | 46’                                                                    |
| 21-3-2025                                                              | Londra                                                                 | Inghilterra                                                            | 2 – 0                                                                  | Albania                                                                | Qual. Mondiali 2026                                                    | -                                                                      |                                                                        |
| 24-3-2025                                                              | Tirana                                                                 | Albania                                                                | 3 – 0                                                                  | Andorra                                                                | Qual. Mondiali 2026                                                    | -                                                                      |                                                                        |
| Totale                                                                 |                                                                        | Presenze (105º posto)                                                  | 16                                                                     |                                                                        | Reti                                                                   | 0                                                                      |                                                                        |

| Cronologia completa delle presenze e delle reti in nazionale ― Svizzera under 21 | Cronologia completa delle presenze e delle reti in nazionale ― Svizzera under 21 | Cronologia completa delle presenze e delle reti in nazionale ― Svizzera under 21 | Cronologia completa delle presenze e delle reti in nazionale ― Svizzera under 21 | Cronologia completa delle presenze e delle reti in nazionale ― Svizzera under 21 | Cronologia completa delle presenze e delle reti in nazionale ― Svizzera under 21 | Cronologia completa delle presenze e delle reti in nazionale ― Svizzera under 21 | Cronologia completa delle presenze e delle reti in nazionale ― Svizzera under 21 |
| Data                                                                             | Città                                                                            | In casa                                                                          | Risultato                                                                        | Ospiti                                                                           | Competizione                                                                     | Reti                                                                             | Note                                                                             |
| -------------------------------------------------------------------------------- | -------------------------------------------------------------------------------- | -------------------------------------------------------------------------------- | -------------------------------------------------------------------------------- | -------------------------------------------------------------------------------- | -------------------------------------------------------------------------------- | -------------------------------------------------------------------------------- | -------------------------------------------------------------------------------- |
| 4-9-2014                                                                         | Kiev                                                                             | Ucraina under 21                                                                 | 2 – 0                                                                            | Svizzera under 21                                                                | Qual. Europeo Under-21 2015                                                      | -                                                                                |                                                                                  |
| 8-9-2014                                                                         | Lugano                                                                           | Svizzera under 21                                                                | 7 – 1                                                                            | Lettonia under 21                                                                | Qual. Europeo Under-21 2015                                                      | -                                                                                | 16’ 66’                                                                          |
| Totale                                                                           |                                                                                  | Presenze                                                                         | 2                                                                                |                                                                                  | Reti                                                                             | 0                                                                                |                                                                                  |

## Palmarès

### Club

#### Competizioni nazionali
- Campionato svizzero: 2

Basilea: 2013-2014, 2015-2016
- Coppa del Liechtenstein: 1

Vaduz: 2014-2015
- Coppa d'Ungheria: 1

Honvéd: 2019-2020
- Coppa d'Albania: 1

Dinamo Tirana: 2024-2025